# ガロ・ローマ文化

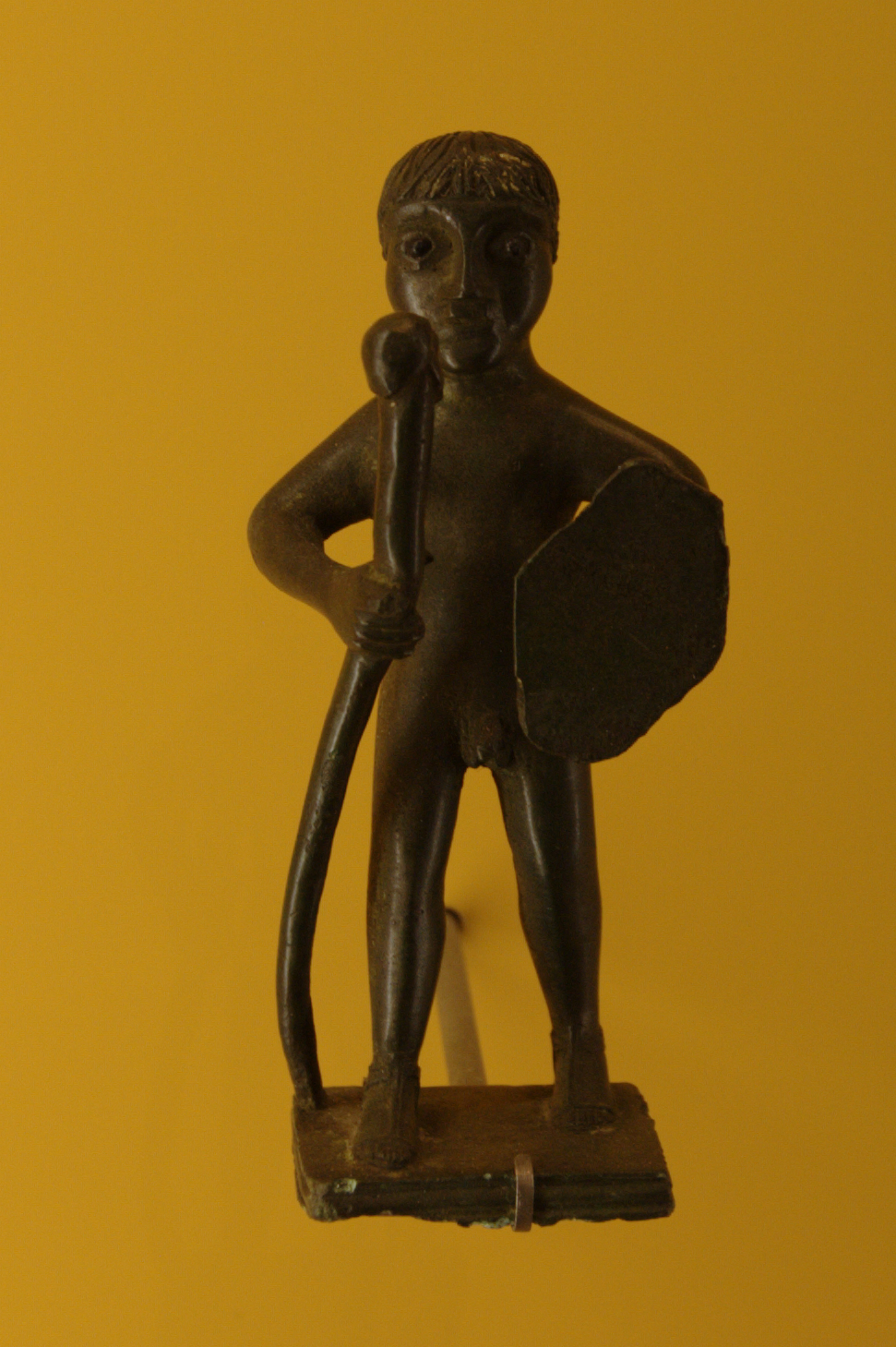
ガロ・ローマ時代の戦士のブロンズ像

ガロ・ローマ文化とは、帝政ローマの支配下にあったガリア（現在のフランスを中心とする地域）において発展した独自の文化を指すものである。この文化は、ローマ帝国の文化とガリア土着の文化が融合して形成された複合的な特徴を持つ。
ローマ帝国の支配下に入ったガリアでは、ローマの言語であるラテン語が普及し、行政、法律、教育といった様々な領域で使用されるようになった。また、ローマ式の都市計画に基づいた新たな都市が建設され、公共浴場、劇場、神殿などのローマ風の建造物が各地に建てられた。さらに、ローマの進んだ技術や制度、芸術様式などがガリア社会に導入され、生活様式や文化に大きな影響を与えた。
一方で、ガリア土着の文化も完全に消滅したわけではない。ガリアの言語や宗教、伝統的な工芸技術などは、ローマ文化の影響を受けつつも存続し、両者が混淆することで独自の文化が育まれた。例えば、ローマの神々とガリアの神々が習合したり、ガリアの伝統的な装飾様式がローマの建築や工芸に取り入れられたりするなどの現象が見られた。
このように、ガロ・ローマ文化は、ローマ文化とガリア土着文化の相互作用によって生まれた特異な文化であり、その遺産は現代のフランスの文化や歴史を理解する上で重要な要素となっている。ガリア各地に残るローマ時代の遺跡や出土品は、当時のガロ・ローマ文化の豊かさを示す貴重な証拠と言えるだろう。

## 概要
ガロ・ローマ文化の範囲は、主にローマ帝国の属州であったガリア・ナルボネンシスの地域に及んだが、広義には南フランス、北イタリア、そしてアクィタニア（現在のアキテーヌ地域圏）にまで広がった。この文化的な影響は、後に南フランスにおいてオック語のような独自の文化圏を形成する原動力となった。

## 南部と北部の文化的な差異
南部におけるガロ・ローマ文化の影響に対し、現在のフランス北部は後にフランク族の支配下となり、むしろメロヴィング朝の文化的な影響を強く受けるようになった。この南北間の文化的な差異は、13世紀のアルビジョワ十字軍によって北フランスの勢力が南フランスを支配するようになるまで継続した。

## 文化の特徴と変遷
ガロ・ローマ文化は、ローマ文化の影響を強く受け、公共への貢献や都市部での生活を重視する傾向が見られた。その経済基盤は、ヴィラのような自給自足が可能な物資供給源によって支えられた。帝政後期、イタリア本国が3世紀の危機と呼ばれる混乱期を迎えると、ガリアはこの強固な文化に支えられ、一時的にガリア帝国という独立政権を樹立するに至った。西ローマ帝国が滅亡した後も、ガロ・ローマ文化はその一部が西ゴート王国へと継承されていった。

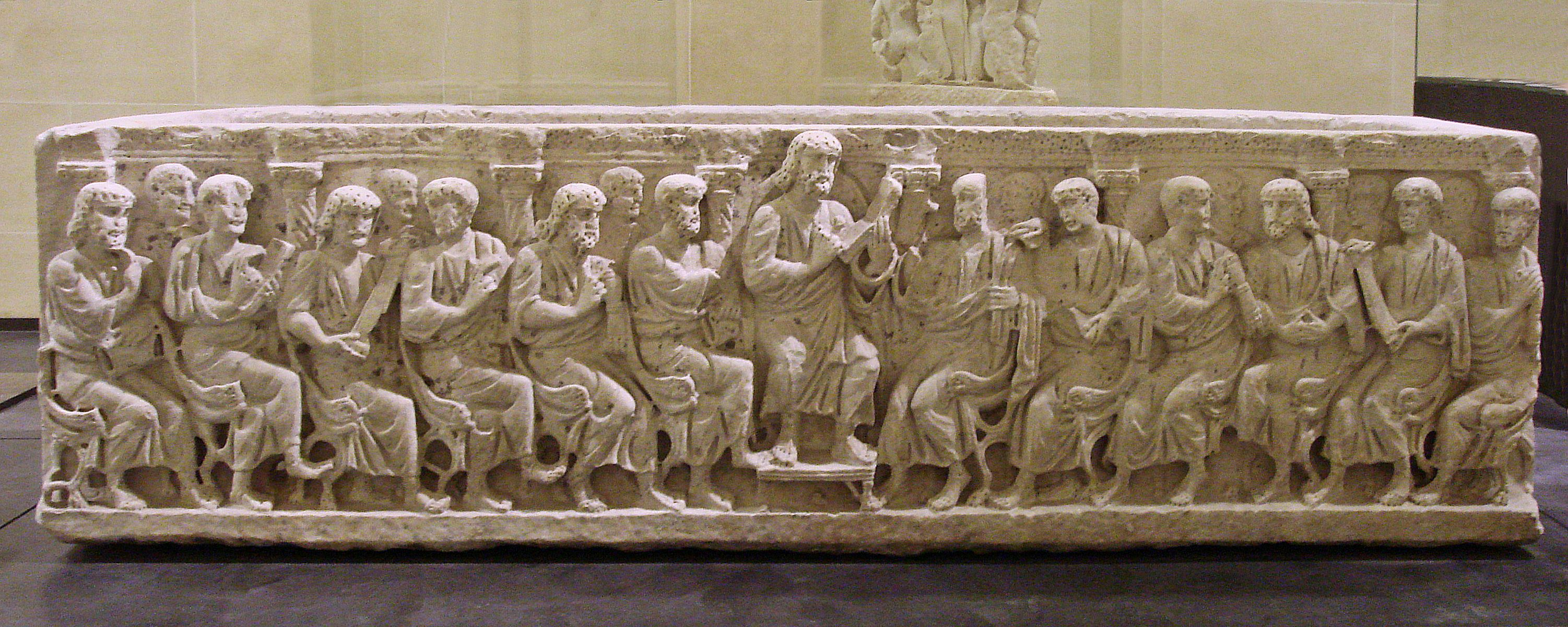
ルーブル美術館所蔵リニュ・ル・フラン出土の4世紀末ガロ・ローマ様式のキリスト教徒の石棺